# Jidoka
Jidoka (o autonomation en anglès) terme utilitzat en sistemes de producció ajustada. Significa "automatització amb un toc humà". Jidoka conté la detecció automàtica dels errors o defectes durant la producció. En sistemes de producció ajustada sempre es busquen objectius per a la millora continua, buscant i eliminant les causes dels problemes. Quan un defecte és detectat, el fet de parar la producció fa que l'organització focalitzi els esforços en resoldre el problema i evita la propagació de males pràctiques. Per models de producció just a temps (en anglès, Just-in-time, JIT) pot ser interessant produir amb zero defectes, sinó els defectes poden causar problemes al procés industrial.
La paraula prové del japonès. En japonès, "automatització" s'escriu amb tres kanji: "Ji" que vol dir "propi", "Dou" que vol dir "moviment" (moviment propi, que vol dir automatització) i "Ka" que vol dir "-ització", (自動化). En el sistema de producció de Toyota, la segona lletra es canvia per una altra "Dou" que vol dir "treball"(働), que és un caràcter derivat, format per l'original "Dou" i afegint-li el radical "humà".
És un procés de control de qualitat utilitzat en el sistema de producció de Toyota (TPS), que aplica els quatre principis següents:
- Detectar l'anormalitat
- Parar
- Corregir la condició immediata
- Investigar la causa arrel i aplicar una contramesura